# Barrido

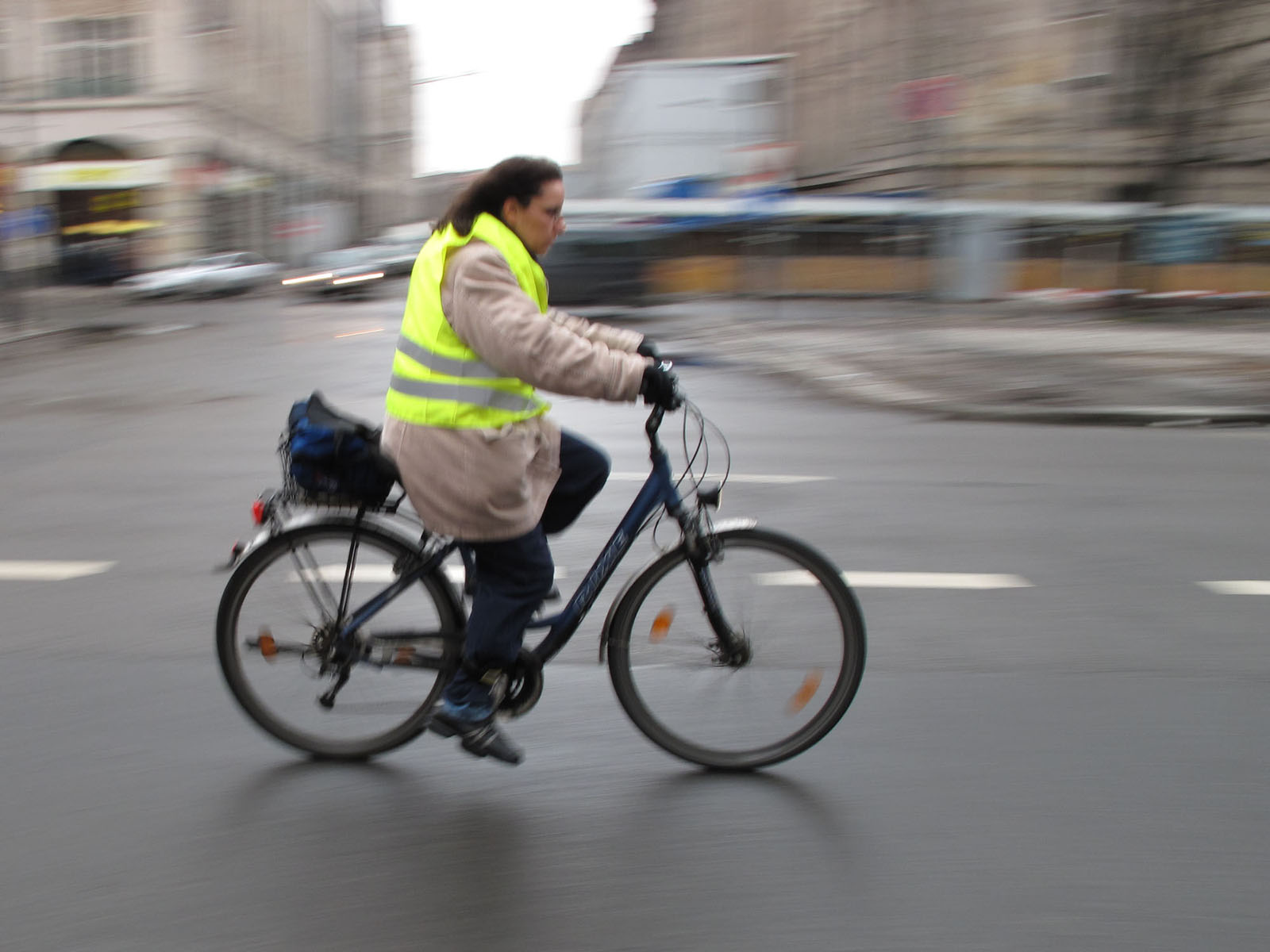
Imagen en la que se observa claramente cómo el fondo aparece en movimiento, borroso, mientras la ciclista está prácticamente congelada.

Barrido o Paneo (del inglés panning) es el nombre dado a una de las técnicas fotográficas utilizadas para reflejar el movimiento en una imagen. Recibe el nombre de la sensación que produce y del movimiento realizado con la cámara. En los barridos los elementos en movimiento aparecen nítidos (o por lo menos, sólo ligeramente borrosos) y lo que realmente vemos difuminado, movido, son los elementos a su alrededor y que normalmente son estáticos en la realidad (edificios, una calle, etc.).

## Técnica
Para conseguir un barrido hay dos modos básicos:
- Encontrarse en posición estática y seleccionar en la cámara fotográfica una velocidad de obturación ligeramente lenta o intermedia (1/60 o 1/30, por ejemplo) para seguir con ella a un elemento en movimiento (un animal, un coche, un ciclista..). Evidentemente se trata de perseguir al elemento a su misma velocidad si queremos congelarlo, siendo ésta y nuestra distancia al objeto la base del valor de obturación concreto a utilizar.

- Otro modo de conseguir un barrido es desplazarse de partida al mismo tiempo y con la misma velocidad que el objeto a retratar (por ejemplo fotografiando a un coche que circula paralelo a nosotros desde nuestro vehículo), y en este caso la velocidad de obturación puede ser notablemente más rápida (1/125 o más), siempre que no termine congelando también el fondo y anulando el efecto perseguido.

## Efecto
En definitiva, el efecto del barrido consiste en ponerse en el punto de vista del elemento en movimiento, invirtiéndose la realidad:
- Los elementos en movimiento se ven nítidos y estáticos: se congela su movimiento.
- Los elementos alrededor, fundamentalmente en el fondo y si son estáticos, aparecen movidos, trepidados.

El barrido tiene cierta dificultad y requiere cierta práctica con la cámara, ya que tenemos que anteponernos a la situación eligiendo el encuadre y la velocidad antes de que llegue el elemento en movimiento. Se recomienda adquirir una postura cómoda para el momento de realizar la fotografía. Cuando se haya alcanzado la posición buscada, se efectúa la exposición con los necesarios ensayos para acertar con la velocidad si no se tiene experiencia previa.

## Métodos adicionales
Existen otras formas de conseguir un barrido, sin hacerlo en todo o en parte en la propia toma, ya sea mediante filtros ópticos de desenfoque como mediante filtros digitales conseguidos con aplicaciones de tratamiento digital como Gimp o Photoshop.